# Cmentarz żydowski w Chodlu
Cmentarz żydowski w Chodlu – kirkut społeczności żydowskiej niegdyś zamieszkującej Chodel. Powstał w 1872. Znajduje się w północno-wschodniej części miejscowości, przy ul. Polnej. Został zniszczony podczas II wojny światowej. Na nieogrodzonym terenie nie zachowały się żadne nagrobki. Obecnie teren cmentarza jest wykorzystywany jako pastwisko dla bydła i nielegalne wysypisko śmieci